# Ramón Ernesto Cruz Uclés
Ramón Ernesto Cruz Uclés (San Juan de Flores, 4 gennaio 1903 – Tegucigalpa, 26 agosto 1985) è stato un politico honduregno.
È stato Presidente dell'Honduras dal giugno 1971 al dicembre 1972. Subì un colpo di stato da parte di Oswaldo López Arellano nel 1972.